# Самјуел Доу
Самјуел Кењон Доу (енгл. Samuel Kanyon Doe; Тузон, 6. мај 1951 — 9. септембар 1990) је био штабни наредник и либеријски политичар. Вршио је функцију 21. председника Либерије.

## Биографија
Рођен је у Тузону, Либерија. Потиче из племена Кран, које чини већину домородачког становништва Либерије. Од њене независности, Либеријом је владала америчко-либеријска елита, а домородачко становништво је било у подређеном положају.
Разочаран и огорчен због те чињенице, Доу је 12. априла 1980. извео војни удар и дошао на власт. Као и многи његови савременици, иако је изабран за председника, владао је као диктатор. Његов народ био је привилегован, а сви противници су прогањани, мучени и убијани. Читаву деценију, Либеријом је владао националистички режим. Осим Доуа, који је био председник, владало је новостворено Веће народног искупљења. Имало је 17 чланова, а на челу је био сам диктатор. Одржавао је добре односе са САД-ом, нарочито док је председник био Роналд Реган.
Иако је 1984. био донесен нови Устав, а он наредне године победио на изборима, стање се није битно променило. Поставши цивилни председник, није променио своју политику. Коначно, локалним војсковођама је било доста. На Бадњи дан 1989. године, из Обале Слоноваче дошао је Чарлс Тејлор са својим борцима, те је Либерија потонула у грађански рат.
Самјуел Доу био је ухапшен, мучен и на крају убијен. Цео је догађај снимљен, а приказан је и Принс Џонсон како пије Бадвајзер док Доуу режу уво.